# Lijst van onderscheidingen van Elizabeth II van het Verenigd Koninkrijk

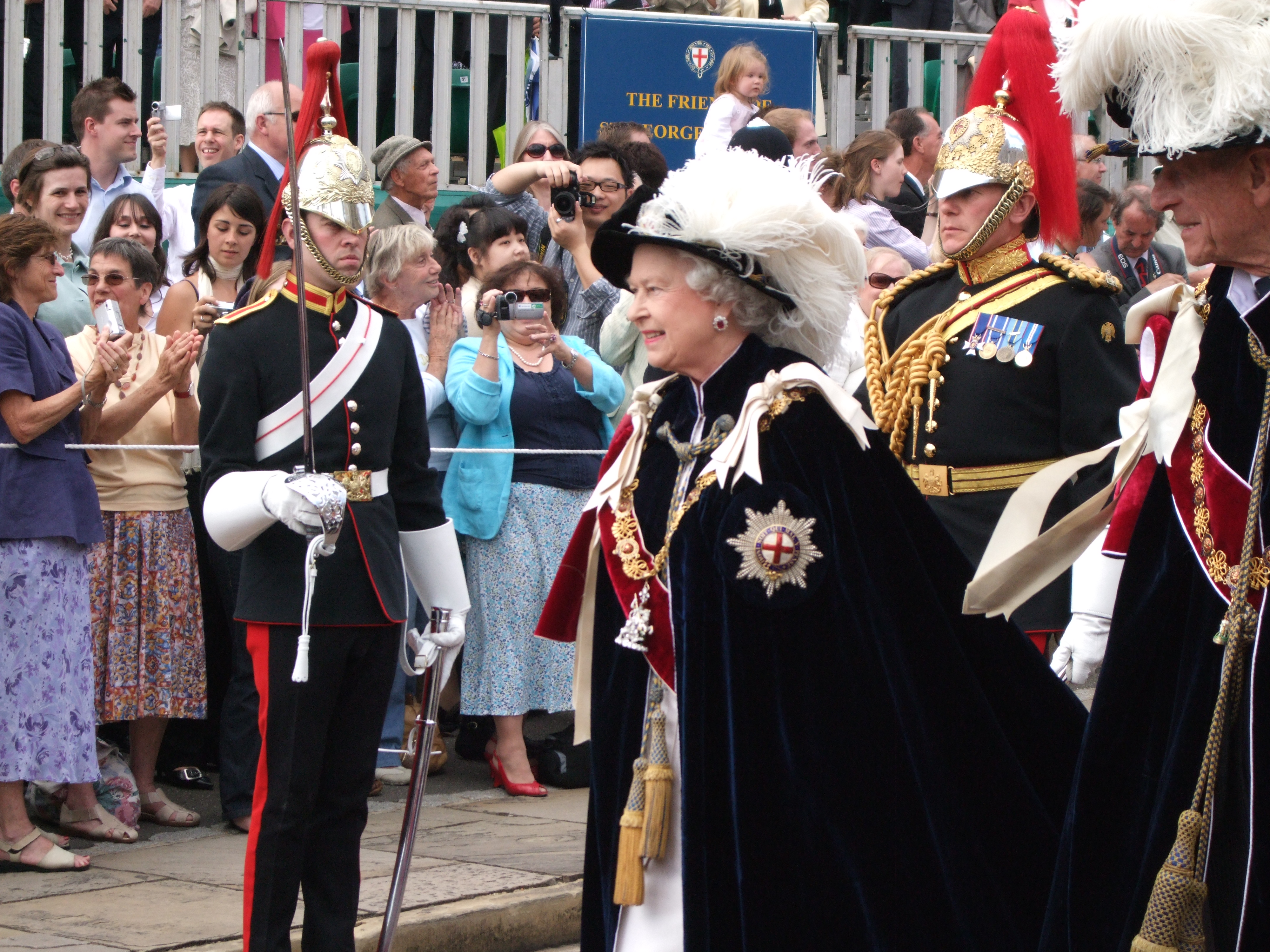
Elizabeth II als soeverein van de Orde van de Kousenband

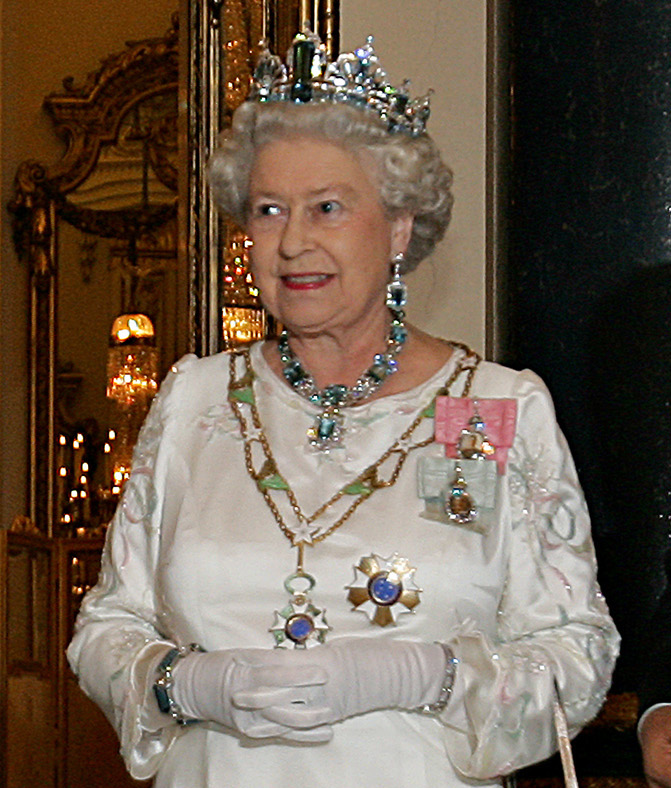
Elizabeth II in 2006 met haar Braziliaanse keten en ster van de Orde van het Zuiderkruis. Op haar schouder draagt ze de Koninklijke Familie-Orde van George VI en George V

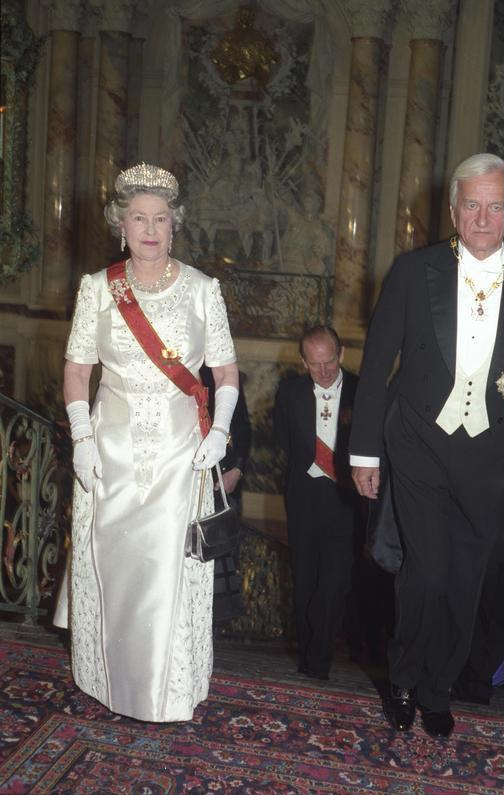
Elizabeth II in 1992 met lint en ster van de Orde van Verdienste van de Bondsrepubliek Duitsland.
Op haar schouder draagt ze de Koninklijke Familie-Orde van George VI en George V

Elizabeth II van het Verenigd Koninkrijk was grootmeesteres of soeverein van de orden van haar koninkrijken. De vroegere "Dominions" worden sinds haar troonbestijging in 1952 "realms" genoemd. Ze ontving voor haar troonsbestijging verschillende onderscheidingen en is tijdens haar lange regering door tal van landen geëerd met ridderorden en medailles. Al voor haar onverwachte opvolging werd Elizabeth in drie Britse orden opgenomen. Ze ontving ook drie medailles.

## Hoogste
Het is internationaal gebruik om een regerende vorstin zoals Elizabeth II de hoogste graad van de hoogste beschikbare ridderorde van een land aan te bieden. Vaak gaat het daarbij om de rang van Grootkruis of Grootlint, soms is er een "speciale Klasse" zoals in Duitsland en Oostenrijk. Er zijn ook staten die Elizabeth een keten of een ster en kleinood met diamanten aanboden zoals dat in Peru gebeurde. Elizabeth zelf verleent op haar beurt meestal het Grootkruis van de Orde van het Bad aan haar gastheer.
Kleinere potentaten worden soms met de Orde van Sint-Michaël en Sint-George gedecoreerd maar er is dankzij het grote aantal Britse orden enige speelruimte, en de koningin kan haar bijzondere gunst bewijzen door de Koninklijke Victoriaanse Keten te verlenen zoals dat bij de Franse President Charles de Gaulle en de Duitse Bondspresident Richard von Weizsäcker gebeurde. Zij kwamen niet in aanmerking voor de Orde van de Kousenband, omdat die alleen aan koningen en regerende groothertogen wordt gegund. Alleen in landen waar meerdere gelijkwaardige orden bestaan, zoals in Portugal, wordt de Britse vorstin door het gastland in meerdere orden opgenomen.
Koningin Juliana der Nederlanden maakte de Britse troonopvolgster en haar zuster prinses Margaret bij het Nederlandse Staatsbezoek aan Londen in 1950 beiden Ridder-Grootkruis in de Orde van de Nederlandse Leeuw.
Haar koninkrijken hebben jarenlang na het verkrijgen van zelfbestuur en onafhankelijkheid "haar" ridderorden, de Britse ridderorden, gebruikt. In sommige gevallen doet men dat nog steeds. Binnen het Gemenebest verleent Elizabeth II orden als de "Order of the Companions of Honour".

## Vertoon
Aan de Britse orden zijn jaarlijkse of tweejaarlijkse plechtigheden verbonden en de koningin woont deze bijeenkomsten, kapittelvergaderingen, kerkdiensten en lunches, geregeld bij. Daarbij draagt ze als soeverein de versierselen van de hoogste graad van de desbetreffende ridderorde. Bij de meest plechtige gelegenheden worden ook de mantels en ketens van de orde, de ordekleding, gedragen. In Windsor en in Edinburgh komen de Ridders van de twee meest exclusieve orden, de Orde van de Kousenband en de Orde van de Distel ieder jaar met hun soevereine bijeen. Voor de Orde van Verdienste en de Orde van de Companions of Honour die een meer informeel karakter hebben, organiseert de vorstin lunches.
De Canadese, Australische en Nieuw-Zeelandse regeringen hebben voor hun koningin de kleinoden van de orden van die koninkrijken laten voorzien van kronen die met edelstenen en parels zijn versierd. Bij passende gelegenheden draagt de koningin deze kostbare versierselen als teken van haar rang als soevereine of grootmeesteres van de orden. Ook van de Orde van Logohu van Papoea-Nieuw-Guinea is een dergelijk met edelstenen versierd kleinood beschikbaar. Er zijn portretfoto's gemaakt waarop de koningin als soevereine of grootmeesteres ieder van haar orden draagt.
Tijdens staatsbezoeken draagt Elizabeth II de onderscheidingen van het gastland of de onderscheidingen van haar gast, vaak, maar niet altijd draagt zij dan ook haar ster van de Orde van de Kousenband. Op uniformen droeg de vorstin een set medailles waaronder de Orde van de Kroon van Indië en haar oorlogsmedailles, en de sterren van de Orde van de Kousenband en de Orde van de Distel. Ook bij uniformen droeg de Britse vorstin nooit een versiersel "en sautoir" oftewel om de hals. Bij het openen van het parlement in Londen wordt steeds een keten van de orde van de Kousenband gedragen. De vorstin bezit verschillende "George's" en "lesser George's" waarvan sommige met diamanten zijn versierd. Op de mantels van de Britse ridderorden draagt de koningin een geborduurde ster met zilveren stralen die op de linkerschouder is aangebracht als teken van haar waardigheid. Haar sleep is ook langer dan die van de andere ridders en dames.
De koningin is gehecht aan de met diamanten versierde medaillons met de portretten van haar vader en grootvader de koningen George VI en George V. Deze Koninklijke Familie-Orden worden aan een charteuse en een lichtblauw lint op de linkerschouder, boven het blauwe lint van de Orde van de Kousenband of het groene lint van de Orde van de Distel gedragen. Ze ontbreken tijdens gala-ontvangsten maar zelden. De koningin draagt haar eigen familie-orde, met haar op ivoor geschilderde portret, niet.

## Onderscheidingen van het Gemenebest

### De koninkrijken binnen het Gemenebest
- Soeverein van de Koninklijke Familie-Orde van Koning George V (“ Royal Family Order of King George V)

Elizabeth droeg deze orde van haar grootvader als prinses. In 1952 werd zij Soeverein van deze huisorde.
- Soeverein van de Orde van Koninklijke Familie-Orde van George VI (“ Royal Family Order of King George VI)

Elizabeth droeg deze orde als prinses. In 1952 werd zij Soeverein van deze huisorde.
- Koninklijk Dame (Royal Lady) van de Orde van de Kousenband (“Most Noble Order of the Garter”) LG

George VI nam zijn oudste dochter in 1947 op als Dame in deze exclusieve ridderorde.
- De Orde van de Kroon van Indië (“ Imperial Order of the Crown of India”) CI

George VI nam zijn beide dochters op 6 juni 1947 op als Dame in deze exclusieve damesorde. Op 15 augustus 1947 werd India een onafhankelijke staat als Dominion binnen het Gemenebest. Op 26 januari 1950 werd India een republiek. In 1952 werd Elizabeth II Soevereine van deze orde die nooit officieel werd afgeschaft. De beide prinsessen en andere Dames van de Orde bleven het kostbare versiersel dragen.
De dood van haar vader op 6 februari betekende dat Elizabeth II in al zijn rechten trad. Zij werd nu de Soevereine van de orden van de Britse Kroon. In de dominions en koloniën bestonden, afgezien van India waar de Britse koloniale orden niet meer werden toegekend, nog geen eigen ridderorden.
- Soeverein van de Orde van de Kousenband (“ Most Noble Order of the Garter”)
- Dame Grootkruis in de Orde van Sint-Jan (“ Venerable Order of Saint John of the Most Venerable Order of the Hospital of St John of Jerusalem”) DGStJ
- Soeverein van de Koninklijke Orde van Victoria (“Sovereign of the Royal Victorian Order”)
- Soeverein van de Orde van Verdienste (“Sovereign of the Order of Merit”)
- Soeverein van de Orde van de Companions of Honour (““ Sovereign of the Order of the Companions of Honour”)
- Soeverein van de Orde van de Distel (“Sovereign of the Most Ancient and Most Noble Order of the Thistle”)
- Soeverein van de Orde van Sint-Patrick (“Sovereign of the Most Illustrious Order of Saint Patrick”)
- Soeverein van de Orde van het Bad (““ Sovereign of the Most Honourable Order of the Bath”)
- Soeverein van de Orde van Sint-Michaël en Sint-George (““ Sovereign of the Most Distinguished Order of Saint Michael and Saint George”)
- Soeverein van de Orde van het Britse Rijk (“ Sovereign of the Most Excellent Order of the British Empire”)
- Soeverein van de Orde van Voorname Dienst (Verenigd Koninkrijk) (“ Sovereign of the Distinguished Service Order”)
- Soeverein van de Keizerlijke Orde van Verdienste (“Sovereign of the Imperial Service Order”)
- Soeverein van de Orde van de Ster van Indië (“Sovereign of the Most Exalted Order of the Star of India”)
- Soeverein van de Orde van het Indische Keizerrijk (“Sovereign of the Most Eminent Order of the Indian Empire”)
- Soeverein van de Orde van Brits Indië (“Sovereign of the Order of British India”)
- Soeverein van de Indische Orde van Verdienste (“Sovereign of the Indian Order of Merit”)
- Soeverein van de Orde van Birma (““Sovereign of the Order of Burma”)
- Soeverein van de Koninklijke Orde van Victoria en Albert (“Sovereign of the Royal Order of Victoria and Albert”)
- Soeverein van de Koninklijke Familie-Orde van Koning Eduard VII (“Sovereign of the Royal Family Order of King Edward VII”)
- Soeverein van de Koninklijke Familie-Orde van Koningin Elizabeth II (““Sovereign of the Royal Family Order of Queen Elizabeth II”)

Orden in de andere staten van het Gemenebest waarvan Elizabeth II staatshoofd is.
Canada
- Eerste Jager van de Orde van de Jacht op de Buffel (“Chief Hunter of the Order of the Buffalo Hunt”) 2009
- Soeverein van de Orde van Canada (“Sovereign of the Order of Canada”)
- Soeverein van de Orde van Militaire Verdienste (Canada) (“Sovereign of the Order of Military Merit “)
- Drager van de Orde van Verdienste van de Politie ("Order of Merit of the Police Forces")

Gemenebest van Australië
- Soeverein Hoofd van de Orde van Australië (“Sovereign Head of the Order of Australia”) 1975

Nieuw-Zeeland
- Soeverein Hoofd van de Orde van de Koningin voor Goede Diensten (“Sovereign Head of the Queen's Service Order”) 1975
- Soeverein van de Orde van Nieuw-Zeeland (“Sovereign of the Order of New Zealand”) 1987
- Soeverein van de Orde van Verdienste (Nieuw-Zeeland) (“Sovereign of the New Zealand Order of Merit”) 1996

Barbados
- Soeverein van de Orde van Barbados (“Sovereign of the Order of Barbados”) 1980

Saint Lucia
- Soeverein van de Orde van Sint-Lucia (“Sovereign of the Order of St Lucia”) 1980

Solomonseilanden
- Soeverein van de Orde van de Ster (Salomonseilanden) (“Sovereign of the Order of the Star (“Solomon Islands“) 1982
- Lid Ie Klasse van de Orde van de Salomonseilanden (“Member First Class of the Order of the Solomon Islands”)

Saint Kitts en Nevis
- Grootmeester van de Orde van de Nationale Held (Saint Kitts en Nevis) (Grand Master of the Order of the National Hero)

Antigua en Barbuda
- Soeverein van de Orde van de Nationale Held (Antigua en Barbuda) (Sovereign of the Order of the National Hero)
- Soeverein van de Orde van de Natie (Antigua en Barbuda) (Sovereign of the Order of the Nation)
- Soeverein van de Orde van Verdienste (Antigua en Barbuda) (Sovereign of the Order of Merit)
- Soeverein van de Orde van de Prinselijke Erfenis (Sovereign of the Order of Princely Heritage)

Papoea-Nieuw-Guinea
- Soeverein van de Orde van Logohu ("Sovereign of the Order of Logohu")
- Soeverein van de Orde van de Ster van Melanesië ("Sovereign of the Order of the Star of Melanesia")

## Medailles en decoraties
Elizabeth II deed in de Tweede Wereldoorlog dienst in een onderdeel van het Britse leger. Daarom kwam zij in aanmerking voor twee oorlogsmedailles. Na 1952 heeft zij tal van medailles en herinneringsmedailles gesticht maar die heeft zij niet aan zichzelf toegekend. Als de "Fountain of Honour" (Bron van eerbewijzen) binnen het Engelse en Schotse staatsrecht kan zij wel aan het hoofd van de orden staan maar zij kan zichzelf geen eerbewijzen verlenen. Deze regel wordt in het staatsrecht van haar andere koninkrijken gevolgd.
- Medaille voor het Zilveren Jubileum van George V (King George V Silver Jubilee Medal) 1935
- Medaille voor de Kroning van George VI (King George VI Coronation Medal) 1937
- Defensiemedaille van het Verenigd Koninkrijk (Defence Medal) 1945
- Oorlogsmedaille 1939–1945 van het Verenigd Koninkrijk (War Medal 1939–1945) 1945
- Onderscheiding van de Canadese Strijdkrachten (Canadian Forces Decoration) CD 1951

## Orden van de staten van het Gemenebest
Pakistan
- De Orde van Pakistan (“Nishan e Pakistan)” 1960

Nigeria
- De Orde van de Niger (“ Grand Commander of the Order of the Niger)” 1969
- De Orde van de Grote Ster (“Order of the Grand Star Member of the Order of the Grand Star)” 1989

Singapore
- De Orde van Temasek (“Darjah Utama Temasek Order of Temasek)” 1972

Maleisië
- De Orde van Mahkota Negara (“Darjah Utama Seri Mahkota Negara)” SSM 1972

Maladiven
- De Orde van Ghazi (“Distinguished Order of Ghaazi)” 1972

Kenia
- De Orde van Gouden Hart van Kenia (“Order of the Golden Heart)” 1972

Gambia
- De Orde van de Republiek van de Gambia (“Grand Commander of the Order of the Republic of the Gambia)” 1974

Malawi
- De Orde van de Leeuw (“Member First Class of the Order of the Lion)” 1979

Botswana
- De Presidentiële Orde (“Member of the Presidential Order)” 1979

Brunei
- De Orde van de Koninklijke Familie van Brunei (“Royal Family Order of the Sultan of Brunei)” 1972 en 1992

Zuid-Afrika
- De Orde van Kaap de Goede Hoop (“Grand Cross in Gold of the Order of Good Hope)” 1995

Malta
- De Nationale Orde van Verdienste (“Honorary Companion of Honour of the National Order of Merit)” KUOM 1992

Honorary Companion of Honour with Collar of the National Order of Merit 23 October 2000
- De Xirka Gieh Ir-Repubblika van Malta (“Honorary Member of the Xirka Gieh Ir-Repubblika)” 24 November 2005

## Onderscheidingen van landen in het Gemenebest
De hieronder genoemde eretekens zijn onderscheidingen van twee van de republieken binnen het Gemenebest en het Sultanaat Brunei. Deze onderscheidingen worden niet tot de ridderorden van deze landen gerekend maar vallen als eretekens sui generes ofwel in een eigen categorie of in de categorie van de medailles.

Dominica
- Het Ereteken van Verdienste ("Award of Honour") 1985

Trinidad en Tobago
- Het Gouden Kruis van de drie-eenheid van de Orde van de drie-eenheid ("Trinity Cross in Gold of the Order of Trinity") 1985 TC

Brunei
- De Zilveren Jubileumsmedaille van de Sultan van Brunei ("Sultan of Brunei Silver Jubilee Medal") 1992

## Ridderorden van staten buiten het Gemenebest
Lange tijd was het protocol dat de Britse koningin aan ieder land slechts eenmaal een staatsbezoek bracht. Een bevriende koning of president werd op zijn of haar beurt eenmaal uitgenodigd voor een staatsbezoek aan Londen. Toen de regering van Elizabeth II zeer lang bleek te duren werd deze ijzeren regel verzacht. Zo bracht de Britse vorstin nu al tweemaal een staatsbezoek aan Duitsland.

De orden laten zien dat de bij buitenlandse bezoeken en de ontvangsten, beiden gecoördineerd door de regering, de nadruk ligt op olieproducerende staten. Voor het Verenigd Koninkrijk zijn deze landen ook als wapenkopers belangrijk. Voor de Arabische vorsten is een staatsbezoek aan Londen of een bezoek van de Britse vorstin een welkome gelegenheid om hun prestige te verhogen. Daarvan wordt dankbaar gebruikgemaakt. In de jaren na de val van de Berlijnse Muur heeft de Britse vorstin de banden met de nieuwe Oost-Europese landen aangehaald.
Denemarken
- Ridder in de Orde van de Olifant, Engels: “Knight of the Order of the Elephant”, 1947

Egypte
- Grootlint in de Orde van de Rechtschapenheid, Engels: “Grand Cordon of the Order of El Kemal”, een Damesorde van het Koninkrijk Egypte 1948
- Keten van de Orde van de Nijl, Engels: “Collar of the Order of the Nile”, 1975

Frankrijk
- Grootkruis in de Orde van het Legioen van Eer, Engels: “Grand Cross of the National Order of the Legion of Honour”, 1948

Nepal
- Grootkruis in de Orde van Ojaswi Rajanya, Engels: “Order of Ojaswi Rajanya”, 1949

Nederland
- Ridder Grootkruis in de Orde van de Nederlandse Leeuw, Engels: “Knight Grand Cross of the Order of the Netherlands Lion”, 1950

Jordanië
- Lid in de Orde van Hoessein ibn Ali, Engels: “Member of the Order of Hussein ibn' Ali”, 1953

Bevorderd tot “Lid met Grootlint” in 1984
Zweden
- Ridder in de Orde van de Serafijnen, Engels: “Knight of the Royal Order of the Seraphim”, 1953

Elizabeth II werd in 1975 onderscheiden met keten van deze orde

Panama
- Gouden Keten van de Orde van Manuel Amador Guerrero, Engels: “Gold Collar of the Order of Manuel Amador Guerrero”, 1953

Libië
- Grote Keten van de Orde van Idris I, Engels: “Grand Collar of the Order of Idris I”, 1954

Ethiopië
- Grootkruis in de Orde van het Zegel van Salomo, Engels: “Chain and Collar of the Order of the Seal of Solomon”, 1954

Noorwegen
- Grootkruis met Keten in de Koninklijke Noorse Orde van Sint-Olaf, Engels: “Grand Cross with Collar of the Royal Norwegian Order of St. Olav”, 1955

Portugal
- Grootlint en de ster van het Lint van de Drie Orden , Engels: “Grand Sash and Cross of the Three Orders"), 1955 Het gezamenlijk ereteken van de Militaire Orden van Christus, Aviz en Sint-Jacobus van het Zwaard is een medaillon met de kruisen van de drie orden aan een driekleurig lint. Ook op de ster zijn de drie kruisen afgebeeld.

Irak
- Lid met Keten in de Grote Orde van de Hashimiten, Engels: “Member with Chain of the Grand Order of the Hashimi”, 1958

Italië
- Grootkruis met Keten in de Orde van Verdienste van de Republiek Italië, Engels: “Knight of the Grand Cross with Collar of the Order of Merit of the Republic”, 1958

Bondsrepubliek Duitsland
- Grootkruis Bijzondere Klasse met Ster in de Orde van Verdienste van de Bondsrepubliek Duitsland, Engels: “Special Grand Cross with Star of the Order of Merit of the Federal Republic of Germany”, 1958

Peru
- Grootkruis met briljanten in de Orde van de Zon, Engels: “Grand Cross in Brilliants of the Order of the Sun”, 1960
- Grootkruis in de Orde van Verdienste, Engels: “Grand Cross of the Order of Merit”, 1998

Argentinië
- Grootkruis in de Orde van de Bevrijder Generaal San-Martin, Engels: “Grand Collar of the Order of the Liberator General San Martin”, 1960

Thailand
- Ridder in de Orde van Chakri, Engels: “Knight of the Most Illustrious Order of the Royal House of Chakri”, 1960

Tunesië
- Grote Keten van de Orde van de Onafhankelijkheid, Engels: “Grand Collar of the Order of Independence”, 1961

Finland
- Grootkruis in de Orde van de Witte Roos, Engels: “Collar of the Order of the White Rose”, 1961

Mali
- Grootkruis in de Nationale Orde van Mali, Engels: “Grand Cordon of the National Order of Mali”, 1961

Senegal
- Grootkruis in de Nationale Orde van de Leeuw, Engels: “Grand Cross of the National Order of Senegal”, 1961

Liberia
- Ridder Grootlint in de Orde van de Pioniers de Republiek, Engels: “Knight Grand Band in the Order of the Pioneers of the Republic”, 1979
- Ridder Grootlint in de Orde van de Ster van Afrika, Engels: “Knight Grand Band of the Order of the Star of Africa”, 1962
- Ridder Grootlint met Keten in de Orde van de Ster van Afrika, Engels: “Knight Grand Cordon with Collar of the Order of the Star of Africa”, 1979

Ivoorkust
- Grootkruis in de Nationale Orde van de Ivoorkust, Engels: “Grand Cross of the National Order of the Ivory Coast”, 1961

Japan
- Keten van de Orde van de Chrysanthemum, Engels: “Collar of the Order of the Chrysanthemum”, 1962
- De Gouden Medaille van het Japanse Rode Kruis, Engels: “Golden Medal of Merit of the Japanese Red Cross”, 1975
- De Gouden Medaille van een Erelid van het Japanse Rode Kruis, Engels: “Golden Medal of Hononary Member of the Japanese Red Cross”, 1975

Kameroen
- Grootkruis in de Dapperheidsorde van Kameroen, Frans: “Grand Croix de L’ Ordre de la Valeur Camerounaise”, 1963

België
- Grootlint in de Leopoldsorde, Engels: “Grand Cordon of the Order of Leopold”, 1963

Griekenland
- Ridder Grootkruis in de Orde van de Verlosser, Engels: “Knight Grand Cross of the Order of the Redeemer”, 1963

IJsland
- Grootkruis met Keten in de Orde van de Valk, Engels: “Grand Cross with Collar of the Order of the Falcon”, 1963

Chili
- Grote Keten van de Orde van Verdienste, Engels: “Grand Collar of the Order of Merit”, 1965

Oostenrijk
- Grootlint van het Ereteken van Verdienste voor de Republiek Oostenrijk, Engels: “Grand Cordon of the Austrian Order of Merit”, 1966

Brazilië
- Grote Keten van de Orde van het Zuiderkruis, Engels: “Grand Collar of the Order of the Southern Cross”, 1968

Abu Dhabi
- Lid Ie Klasse in de Orde van Al-Nahayyan, Engels: “Member First Class of the Order of Al-Nahayyan”, 1969

Gabon
- Grootkruis in de Orde van de Ster van de Evenaar, Engels: “Grand Cross of the Order of the Equatorial Star”, 1969

Afghanistan
- Grootkruis in de Orde van de Zon in het Zenith, Engels: “Order of the Supreme Sun”, 1971

Luxemburg
- Grootkruis in de Orde van de Gouden Leeuw van Nassau, Engels: “Knight of the Order of the Gold Lion of the House of Nassau”, 1972

Joegoslavië
- Ster van de Orde van de Grote Joegoslavische Ster, Engels: “Order of the Yugoslav Great Star”, 1972

Mexico
- Grote Keten in de Orde van de Azteekse Adelaar, Engels: “Grand Collar of the Order of the Aztec Eagle”, 1973

Zaïre
- Grootlint in de Orde van de Luipaard, Engels: “”Grand Cordon of the Order of the Leopard”, 1973

Portugal
- Grote Keten van de Militaire Orde van Sint Jacobus van het Zwaard, Engels: “Grand Collar of the Order of Saint James of the Sword”, 1978
- Volksrepubliek Roemenië

Lid Eerste Klasse in de Orde van de Ster van de Volksrepubliek Roemenië, Engels: “Member First Class of the Order of the Star of the Socialist Republic of Romania, 1978 – 1989 Deze onderscheiding werd teruggegeven toen de Roemeense dictator Ceaușescu in 1989 zijn rang van Honorair Ridder Grootkruis van de Orde van het Bad werd ontnemen. De Britten vroegen de kostbare gouden keten van de Orde van het Bad, de waarde ligt rond de 12000 Pond, terug maar deze is spoorloos verdwenen. In 2000 werd Elizabeth II in de Orde van de Ster van Roemenië opgenomen.

Koeweit
- Keten van de Orde van Moebarak de Grote, Engels: “Collar of the Order of Mubarak the Great”, 1979
- Lid Speciale Klasse in de Orde van Koeweit, Engels: “Member Special Class of the Order of Kuwait”, 1995

Bahrain
- Keten van de Orde van al-Khalifa, Engels: “Collar of the Order of al-Khalifa” 1979

Oman
- Lid Ie Klasse in de Orde van Oman, Engels: “Member First Class of the Order of Oman”, 1979
- Grootkruis in de Orde van Al Said, Engels: “Member of the Order of Al Said”, 1982

Saoudi-Arabië
- Keten van de Orde van Koning Abdul Aziz, Engels: “Collar of the Order King Abdul Aziz”, 1979

Tunesië
- Grootlint in de Orde van de Republiek, Engels: “Grand Cordon of the Order of the Republic”, 1980

Marokko
- Keten van de Bijzondere Klasse in de Orde van El Mohammedi, Frans: “Collier de la Classe Exceptionelle Order El Mohammedi”, 1980

Spanje
- Grootkruis met Keten in de Orde van Karel III, Engels: “Grand Cross with Collar of the Royal and Distinguished Spanish Order of Carlos III”, 1986
- Ridder in de Orde van het Gulden Vlies, Engels: “Knight of the Order of the Golden Fleece”, 1988

Zuid-Korea
- Grootkruis in de Orde van de Hibiscus, Engels: “Member of the Supreme Order of Mungunghwa”. De Orde van de Hibiscusis de hoogste graad binnen de Zuid-Koreaanse Orde van Burgerlijke Verdienste , 1986

Polen
- Grootlint in de Orde van Verdienste, Engels: “Grand Ribbon of the Order of Merit”, 1991

Hongarije
- Grootkruis in de Orde van Verdienste, Engels: “Grand Cross of the Order of Merit”, 1991

Portugal
- Ridder met de Grote Keten in de Orde van de Toren en het Zwaard, Engels: “Knight Grand Collar of the Military Order of the Tower and of the Sword”, 1993

Colombia
- Grote Keten in de Orde van het Kruis van Boyacá, Engels: “Grand Collar of the Order of the Cross of Boyaca”, 1993

Polen
- Ridder in de Orde van de Witte Adelaar, Engels: “Knight of the Order of the White Eagle”, 1996

Tsjechië
- Lid der Ie Klasse met Keten in de Orde van de Witte Leeuw, Engels: “Member First Class with Collar of the Order of the White Lion”, 1996

Letland
- Grootkruis met Keten in de Orde van de Drie Sterren, Engels: “Grand Cross with Collar of the Order of the Three Stars”, 1996

Roemenië
- Lid met Grootlint in de Orde van de Ster van Roemenië, Engels: “Member with Sash of the Order of the Star of Romania”, 2000

Kazachstan
- Lid in de Orde van de Gouden Adelaar, Engels: “Member of the Order of the Golden Eagle”, 2000

Slovenië
- Gouden Versiersel van de Orde van de Vrijheid van de Republiek Slovenië, Engels: “Golden Order of Freedom of the Republic of Slovenia”, 2001
- Draagster van de Orde van Bijzondere Verdienste, Engels: “Order for Exceptional Merits", 2008

Kroatië
- Lid met Grootlint en Grote Ster in de Orde van Koning Tomislav, Engels: “Member with Sash and Grand Star of the Grand Order of King Tomislav”, 12 December 2001

Litouwen
- Grootkruis met Gouden Keten in de Orde van Vytautas de Grote, Engels: “Grand Cross with Golden Chain of the Order of Vytautas the Great”, 17 October 2006

Estland
- Keten van de Orde van het Kruis van Terra Mariana, Engels: “Collar of the Cross of the Order of the Cross of Terra Mariana”, 19 October 2006

Turkije
- Lid Ie Klasse in de Orde van de Turkse Republiek, Engels: “Member First Class of the Order of the Turkish Republic, 14 May 2008

Slowakije
- Lid Ie Klasse in de Orde van het Dubbele Witte Kruis, Engels: “Member First Class of the Order of the White Double Cross, 2008

De Verenigde Arabische Emiraten
- Grootkruis in de Orde van Zayed, Engels: “Order of Zayed, 2010

## Vreemde Onderscheidingen van Elizabeth II
Deze ketens zijn geen deel van een ridderorde en worden apart vermeld.
Nepal
- Draagster van de Keten van Mahendra, Engels: “Mahendra Chain", 1961

Soedan
- Ere-Keten in de Orde van Eer, Engels: “Chain of Honour, 1964

Indonesië
- Eerste Klase in de Orde van de Ster van Indonesië, Engels: “Star of Indonesia First Class" 1974

Saoedi-Arabië
- Draagster van de Grote Keten van Badr, Engels: “Badr Chain, 1979

Qatar
- Draagster van de Keten van de Onafhankelijkheid, Engels: “Collar of Independence, 1979

Verenigde Arabische Emiraten
- Draagster van de Keten van de Federatie , Engels: “Collar of the Federation, 1989